# Гуахаро
Гуа́харо (Steatornis caripensis) — єдиний вид птахів родини Гуахарових. Птахи поширені в північних районах Південної Америки. Це єдині в світі летючі птахи, що ведуть нічний спосіб життя і живляться плодами. Живляться вони в нічний час, застосовуючи для навігації ехолокацію, як кажани. Проте їхнє високочастотне клацання (близько 2 кГц) є чутним для людини.

## Опис

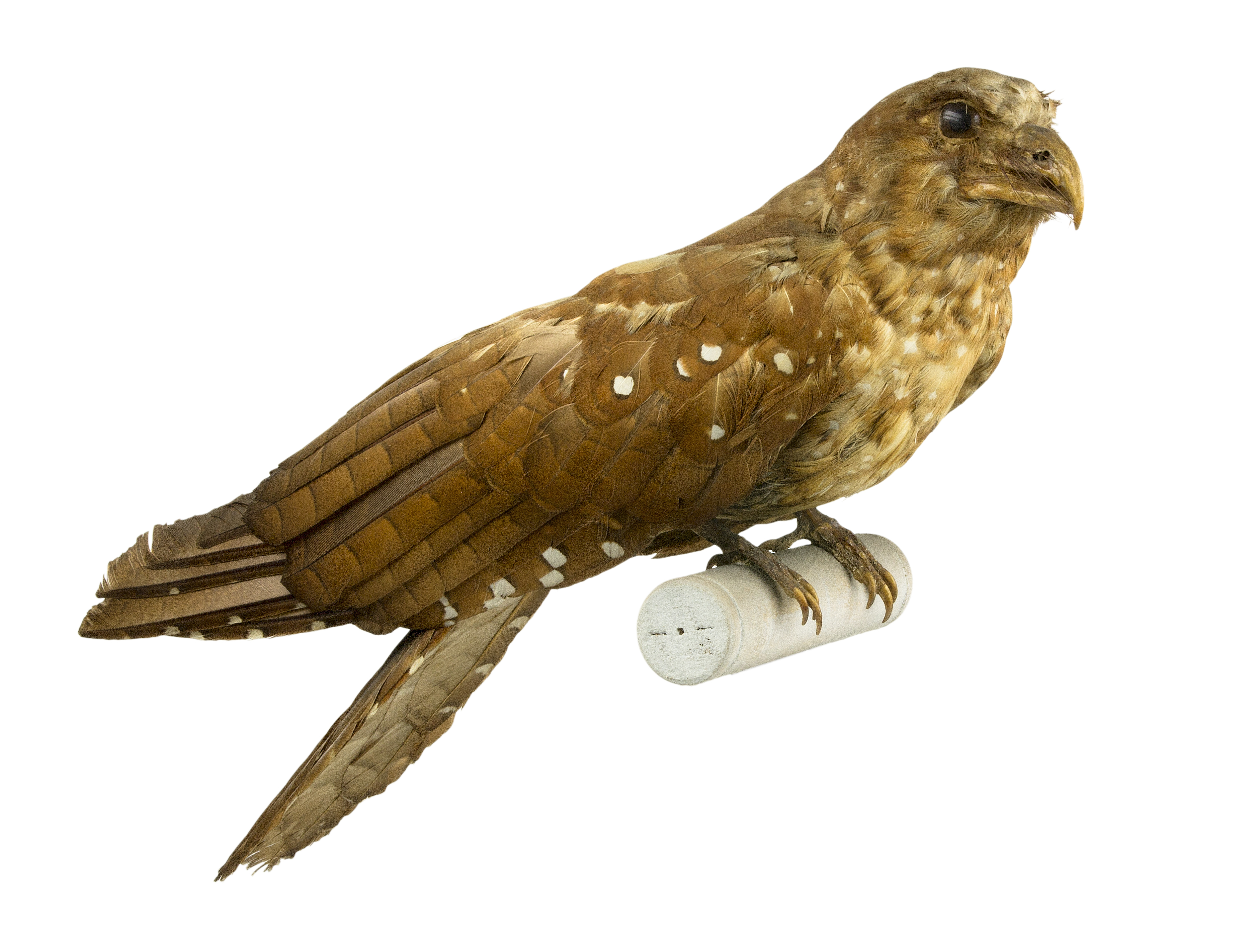
Steatornis caripensis - Тулузький музей

Це великий, стрункий птах довжиною 40–49 см, з розмахом крил 95 см. Має плескатий, сильно гачкуватий дзьоб, оточений каштановими щетинками довжиною до 5 см. Дорослі особи важать 350—475 г, проте вага пташенят може бути значно більшою, аж до 600 г, доки батьки вигодовують їх плодами, перш ніж вони почнуть літати. Забарвлення переважно червоно-коричневе з білими плямами на потилиці та крилах. Живіт і груди жовто-коричневі в білу крапинку. Ніжки маленькі, потрібні лише для того, щоб міцно чіплятися до вертикальних поверхонь. Довгі крила дозволяють зависати в повітрі та здійснювати спіральний політ, за допомогою якого птах може маневрувати на тісних ділянках печер.
Статевий диморфізм не виражений  —  самці і самиці виглядають однаково.

## Таксономія та етимологія
Гуахаро — родич дрімлюг і традиційно поміщається з ними в ряд Дрімлюгоподібні. Однак дрімлюги та їхні родичі — комахоїдні, тоді як гуахаро — плодоїдні. Така відмінність є достатньою для розміщення птаха в окрему родину Гуахаро (Steatornithidae) і підряд Гуахаро (Steatornithes).
Видовий епітет біноміальної назви caripensis означає «каріпський» (тобто, з міста Каріпе у Венесуелі, біля якого розташована печера), а родова назва Steatornis означає «товстий птах», вказуючи на гладкість пташенят. Англійська назва птаха oilbird, походить від звички місцевих жителів збирати пташенят для виварювання з них жиру.
Іспанська назва guácharo перекладається, як «той, хто лементує». На Тринідаді гуахаро інколи називають diablotin, з французької — «чортеня», скоріше за все через крики птаха, які нагадують зойки замордованої людини.

## Поширення
Гуахаро поширений від Гаяни та острова Тринідад до Венесуели, Колумбії, Еквадору, Перу, Болівії та Бразилії, живе в лісистих місцевостях з печерами. Птах мігрує сезонно, покидаючи печери, де розмножується, у пошуках плодових дерев. Залітні птахи зрідка зустрічаються в Коста Риці, Панамі та на Арубі. Уперше птах був досліджений Александером фон Гумбольдтом в печері Гуачаро (Венесуела) у 1799 році.

## Поведінка
Гуахаро — нічні птахи, які впродовж дня відпочивають на виступах печер, а з приходом ночі покидають житла в пошуках їжі. Гуахаро є одним з лише кількох видів птахів (і єдиним нічним видом), які послуговуються ехолокацією для навігації  — за допомогою уривчастого клацання — в повній темряві печер. Також, перебуваючи в своїх печерах, вони гучно і різко кричать, особливо, коли хтось туди заходить.
Їжу птахи шукають за допомогою зору та нюху. Полюбляють фіги, плоди пальм. Підрахували, що популяція на острові Тринідад вживає понад 36 видів плодів. Як і крилани, гуахаро сприяють розповсюдженню нових плодових дерев на великі території, оскільки вони не перетравлюють насіння, а відригують. Відомо, що гуахаро вночі можуть відлітати від дому на відстань до 240 км.
Гуахаро — колоніальні птахи, що гніздяться в печерах. Утворюють моногамні пари. Гніздо — це купка посліду, в яку відкладають від 2-х до 4-х блискучих білих яєць, які, втім, скоро буріють. Яйця округлі, дещо загострені, з середніми розмірами 41,2 мм на 33,2 мм. Перед тим, як оперитися, пташенята дуже гладшають, і можуть важити в півтора рази більше за дорослого птаха. Батьки годують пташенят спільно, роблячи до 5-ти вильотів з печери за ніч.